# Pancho Cossío
Pancho Gutiérrez Cossío (Pinar del Río, 20 de outubro de 1894 — Alicante, 1970) foi um pintor espanhol nascido em Cuba que desenvolveu um tipo de pintura aproximado do expressionismo.
Sua família estabeleceu residência na Espanha desde sua tenra infância, tendo em 1914 viajado a Madrid, onde iniciou a sua formação, tendo, em 1921, celebrado a sua primeira exposição individual. Mudou-se, então, para Paris, onde veio também a expor várias vezes a sua obra.
Mais tarde, rumou novamente para Madrid, onde iniciou a fase mais produtiva da sua carreira artística, pintando, essencialmente, bodegones (naturezas-mortas).
Entre as suas obras mais conhecidas encontram-se Gentes do mar, Camouflage, e Paisagem com rochas.